# Casa de Pedro Román
La Casa de Pedro Román, o Edificio Ferro, es una construcción ubicada en las calles de Fermín Penzol y de Joaquín Yáñez, en el Casco Antiguo de Vigo (Galicia, España). Se trata de uno de los edificios históricos más importantes de la ciudad. Actualmente aloja, tras su restauración, la Biblioteca Pública de Vigo Juan Compañel. Anteriormente alojó durante mucho tiempo los Almacenes Ferro, que acabaron dando nombre alternativo al edificio, popularmente referido en la ciudad hoy como “Edificio Ferro”.

## Historia
El edificio fue construido por Jenaro de la Fuente Domínguez, bajo iniciativa de Pedro Román, con la finalidad de servir como edificio comercial en su planta baja, y como sede del Casino de Vigo, en su planta superior.

## Construcción y estilo
Para su realización, el arquitecto reedificó un edificio anterior y reformó por completo la fachada Oeste, que da a la calle Joaquín Yáñez, antes Imperial. Esta fachada se distingue por su eclecticismo clasicista, típico de Jenaro de la Fuente, dónde cada piso tiene una decoración propia, dentro de un mismo esquema compositivo, con pilastras elevadas sobre plintos y soportando voluminosos arquitrabes. La necesidad de luz para los comercios de la planta baja, o para la sala de baile del Casino, obligaron a abrir grandes vanos que le dan al edificio un aire diáfano, amplio y luminoso, contrastando con la fachada Sur, maciza y sin vanos grandes. Hoy en día este salón de baile, que destaca por su amplitud y elegante decoración, es la sala de lectura principal de la Biblioteca Pública Central de Vigo.